# Mesogobius nigronotatus
Mesogobius nigronotatus é uma espécie de peixe da família Gobiidae e da ordem Perciformes.

## Morfologia
- Os machos podem atingir 6 cm de comprimento total.[4][5]

## Habitat
É um peixe de clima temperado e demersal que vive até 43 m de profundidade.

## Distribuição geográfica
É encontrado no Mar Cáspio.

## Observações
É inofensivo para os humanos.